# Boreham Wood FC
Boreham Wood FC är en engelsk fotbollsklubb i Borehamwood, grundad 1948. Klubbens hemarena är Meadow Park. Smeknamnet är The Wood.

## Historia
Klubben grundades 1948 efter en sammanslagning av Boreham Rovers och Royal Retournez. Under de första åren spelade klubben i Mid-Herts Football League, Parthenon League, Spartan League och Athenian League. Den senare ligan vann klubben 1973/74 och gick därefter med i Isthmian Leagues Second Division, som man i sin tur vann 1976/77. Klubben var kvar i ligans högsta division Premier Division till och med säsongen 1981/82, då man åkte ur. Därefter spelade Boreham Wood i ligans näst högsta division till och med säsongen 1994/95, då man vann divisionen. Sessionen i Premier Division varade den här gången till och med säsongen 1999/00, under vilken tid klubben vann ligans cup Isthmian League Cup 1996/97. Efter nedflyttningen kom klubben tillbaka direkt efter att ha vunnit nästa högsta divisionen på första försöket. Redan 2002/03 åkte man dock ur Premier Division igen och efter den följande säsongen flyttades Boreham Wood över till den ena av Southern Football Leagues näst högsta divisioner, Division One East. Den divisionen vann klubben redan på andra försöket 2005/06 och flyttades då tillbaka till Isthmian League och dess Premier Division. Samma säsong nådde man även semifinal i cupturneringen FA Trophy, som är den främsta cupturneringen för klubbarna under The Football League.
Säsongen 2009/10 kom Boreham Wood fyra i Isthmian League Premier Division och vann därefter playoff-spelet. Klubben tog därmed för första gången steget upp till ligan Football Conference och en av dess divisioner på näst högsta nivån, Conference South (nivå 6 i Englands ligasystem för fotboll). Säsongen 2014/15 kom klubben tvåa där och vann sedan playoff-spelet och gick därmed för första gången upp till ligans högsta division, som då bytt namn till National League (nivå 5).
Boreham Wood har som bäst nått FA-cupens andra omgång vid två tillfällen, säsongerna 1996/97 och 1997/98.

## Meriter

### Liga
- Isthmian League Division 2: Mästare 1976/77, 1994/95, 2000/01
- Southern Football League Division 2: Mästare 2005/06
- Athenian League: Mästare 1973/74
- Athenian League Division 3: Mästare 1968/69
- Parthenon League: Mästare 1955/56

### Cup
- Isthmian League Cup: Mästare 1996/97
- Herts Senior Cup: Mästare 1971/72, 1998/99, 2001/02, 2007/08, 2013/14
- Herts Charity Cup: Mästare 1980/81, 1983/84, 1985/86, 1988/89, 1989/90
- London Challenge Cup: Mästare 1997/98

## Övrigt
Boreham Wood har en speciell relation till sin mäktiga fotbollsgranne Arsenal i norra London, eftersom både Arsenals damlag och deras utvecklingslag (academy team) spelar sina hemmamatcher på Meadow Park.